# Penicillium brevissimum
Penicillium brevissimum är en svampart som beskrevs av J.N. Rai & Wadhwani 1976. Penicillium brevissimum ingår i släktet Penicillium och familjen Trichocomaceae.   Inga underarter finns listade i Catalogue of Life.